# Phialophora chrysanthemi
Phialophora chrysanthemi är en svampart som först beskrevs av Zachos, Constant. & Panag., och fick sitt nu gällande namn av W. Gams 1971. Phialophora chrysanthemi ingår i släktet Phialophora och familjen Herpotrichiellaceae.   Inga underarter finns listade i Catalogue of Life.